# El Rosario, Atlamajalcingo del Monte
El Rosario är en ort i Mexiko.   Den ligger i kommunen Atlamajalcingo del Monte och delstaten Guerrero, i den sydöstra delen av landet, 240 km söder om huvudstaden Mexico City. El Rosario ligger 1 730 meter över havet och antalet invånare är 327.
Terrängen runt El Rosario är huvudsakligen kuperad, men söderut är den bergig. Runt El Rosario är det ganska glesbefolkat, med 43 invånare per kvadratkilometer. Närmaste större samhälle är Malinaltepec, 18,6 km sydväst om El Rosario. I omgivningarna runt El Rosario växer huvudsakligen savannskog.